# 월드 오브 탱크
《월드 오브 탱크》(영어: World of Tanks)는 벨라루스의 비디오 게임 회사 워게이밍넷이 제작한 탱크 전투 게임이다. 팀 기반 멀티플레이어 온라인 게임으로, 1930년대에서 1960년대까지의 역사적 전투 차량들을 주제로 하고 있는 PvP 중심의 액션 전략 비디오 게임이다. 현재까지 공개된 국가는 소련, 독일, 미국, 중화인민공화국, 프랑스, 영국, 일본, 체코, 스웨덴, 폴란드, 이탈리아로 전차 260종 이상이 포함되어 있고, 8.10 패치로 일본 트리가 새로 생겼다. 9.13 패치로 체코 트리가 새로 생겼다. 9.17 패치로 스웨덴 트리가 새로 생겼다. 계획된 "유럽 트리"에는 헝가리와 루마니아가 나올 가능성도 있다. 하지만 헝가리 탱크는 독일 프리미엄 전차가 되었다. 차량들은 역사적인 외양을 주의 깊게 묘사했지만, 탱크 시뮬레이터가 아니므로, 어떤 요소들과 게임내 조작은 게임 플레이를 위해 조절되었다. 그러나 상당히 구체적인 물리엔진으로, 전투시에 특정 부분을 노려서 승무원을 기절시키거나 무전기를 고장 낸다던지, 탄약적재소나 연료탱크 등의 특정 조립 부품을 공격하여 마비시키거나, 차체 각도를 조절하여 포탄이 도탄될 확률을 높이는 등 전투 전술을 풍부하게 만들었다. 결과적으로, 게임에서는 차량 약 500종 정도가 등장할 예정이다. 월드 오브 탱크는 유럽과 북아메리카에 2011년 4월 12일 출시되었으며 한국에는 2012년 12월 27일에 정식 출시되었으나 플레이어 수의 감소로 2017년 3월 아시아서버와 통합되었다. 이후 2018년 3월 중순, 1.0 패치로 게임엔진이 빅월드(Bigworld)엔진에서 인코어(Encore)엔진으로 바뀐다.
월드 오브 탱크는 벨라루스 회사인 워게이밍넷 (Wargaming.net)의 무료 플레이 (Play 4 Free) 모형 하에 출시된 첫 게임으로, '골드'라는 형식의 소액 결제 수입을 기대하고 게임은 무료로 출시한 것이다. 무료이고 돈으로 고티어 전차를 얻고 싶으면 8티가 최대고 미션등을 열심히 하면 10티 수집전차를 얻을순 있지만 기본 10티는 돈으로 안되고 직접 해야한다(빠르면 몇개월 느리면 2년정도)
월드 오브 탱크는 한 MMO 서버에 최다 플레이어 동시 접속 분야에서 기네스 세계 기록을 가지고 있긴 하지만, 정확한 장르에 대해서는 논쟁의 여지가 있다. 그 기록은 2011년 1월 23일에 세워진 것으로 러시아 서버에 접속 중인 플레이어 수가 총 91,311명이었다.
다른버전의 게임으로는 월드 오브 탱크 블리치가 있다. 다른점이라면 모바일로도 할 수 있고 전차종류가 월드 오브 탱크와 다르다. 전차는1~10티어까지 있으며 무전기는 연구할 수 없다.

## 클랜 전쟁과 역사적 캠페인
월드 오브 탱크는 광역 지도에서 클랜 전쟁이 계속되는 끝나지 않는 캠페인도 포함할 것이다. 지구의 특정 지역에 대한 광역 지도가 도입되고 특정 지역들로 나뉠 것이다. 클랜 (혹은 클랜 집단)은 이 영토들을 얻기 위해 싸우게 될 것이다. 시간이 지나며 다른 대륙도 추가되어 아프리카의 사막이나 아시아의 열대 정글의 통제권을 놓고 싸움이 일어날 가능성도 있다.클랜을 만들기 위해서는 최소 15명을 모아야 하며 최대 100명까지 가능하다. 클랜에 가입하는 것은 플레이어들에게 새로운 기회가 될 것이다 - "클랜 전쟁" 특별 전투에 참가할 수 있게 된다. 그러나, 클랜에 소속되고 싶지 않은 사람들은 게임 안의 골드를 지불하여 용병 면허를 구입할 수 있다. 이것은 특별한 경우에 클랜에 고용될 수 있게 해준다. 정치적이거나 비정치적인 수단을 통해 전쟁을 지속하고 세계 지도에서 자신과 외국 영토에 대한 패권을 얻을 수 있는 장소가 생길 것이다. 여러 가지 선택이 가능하기 때문에, 외교는 클랜 전쟁에서 중요한 부분이 될 것이다. 불침 조약, 상호 방위 협정, 첩보 공유나 동맹군에 대한 자유 통과 등.또 독일공방전,배틀 로얄 등 가끔 많은보상과 재밌는 모드가 나온다.

## 커스텀 기능
역사적인 위장무늬부터 문구 또는 그림, 전투 지역에 따라 변하는 위장무늬를 탱크에 적용할 수 있다. 또한 직접 만들어 모드로 적용할 수 있지만 자신만 보이고 다른 사용자에게는 보이지 않는다.

## 프로 토너먼트
2011년부터 전자 스포츠 리그 ( Electronic Sport League)는 월드 오브 탱크 게임에 대한 프로 e스포츠 토너먼트를 운영하고 있다. ESL Major Series 보관됨 2011-10-12 - 웨이백 머신에서, 팀들은 매달 7,50000 유로를 상금으로 탈 수 있다. Go4WoT 보관됨 2011-12-25 - 웨이백 머신 배에서는, 매달 1,300 유로를 상금으로 탈 수 있다. 월드 오브 탱크 계정과 ESL 계정을 만든 사람은 누구나 이 대회에 참가해서, 자신에게 프로게이머 적성이 있는지 확인해볼 수 있다.

## 이력
개발자의 계산에 따르면, 게임 개념은 2008년 12월 29일이나 30일에 떠올랐다고 한다.
게임은 2009년 4월 24일 워게이밍넷 스튜디오에서 공식 발표되었다. 개발자들은 이 게임의 예산이 독립 국가 연합의 게임 산업 사상 최대였다고 주장하지만, 이 주장에 대한 객관적인 증거는 없다.
러시아 판의 알파 테스트는 2009년 9월에 시작되었고, 겨우 6종의 차량 (SU-85, BT-7, T-34, Pz. IV, HUMMEL, TIGER I)과 채 완성되지 않은 지도 하나만을 쓸 수 있었다. 2010년 1월 30일 클로즈 베타 테스트가 시작되었을 때는, 수십 종의 차량과 지도 3개가 완성되어 있었다. 3개월 후, 베타 테스터 요청자는 40,000명에 육박했고, 400,000번 이상의 탱크 전투가 치러졌다.
러시아 판의 오픈 베타 테스트는 2010년 6월 24일 시작되었는데, 7개의 지도와, 60종이 넘는 독일와 소련 차량을 쓸 수 있었다.
영어 판의 클로즈 베타 테스트는 2010년 7월 8일 시작되었다.
러시아 판이 2010년 8월 12일에 공식 출시되었다지만, 기술적인 어려움 때문에, 8월 13일에야 게임 서버에 접속할 수 있었다.
워게이밍넷 공식 발표에 의하면, 전 세계의 월드 오브 탱크 사용자는 700,000명으로, 러시아 서버에 500,000명 (활동 플레이어 350,000명), 서방 서버에 200,000명 (활동 플레이어 150,000명)이다. 최대 동시접속 사용자 수는 러시아 서버에서 43,000명, 서방 서버에서는 10,000명을 넘었다. 평균적인 활동 게이머는 매일 3시간 20분 플레이를 하고, 2010년 9월 이래 10,000,000번이 넘는 전투가 치러졌다.
2011년 1월 4일, 월드 오브 탱크는 전 세계 (미국, 유럽, 러시아) 등록자 백만 명을 기록했다. 이 이정표는 러시아에서 클로즈 베타를 시작한지 1년이 안 되어서 달성한 것이다.
2011년 1월 5일, 러시아 월드 오브 탱크서버에 74,536명이 동시 접속했고, 이것이, 워게이밍넷에 따르면, MMO 게임 중에서 세계 기록이라고 한다. "한 MMO 서버에 최대 플레이어 동시 접속" 세계 기록은 2011년 1월 23일 기네스 세계 기록에 공식 등록되었고 뒤이어 91,311명까지 올라갔다.
게임 공식 사이트에 따르면, 러시안 서버는 2011년 1월 18일 등록자 백만 명을 기록했다.
영어 판의 오픈 베타는 2011년 1월 27일 시작했고 공식 출시는 2011년 4월 12일로 예정되었다.
2011년 4월 12일 출시할 때까지 북미와 유럽 지구의 월드 오브 탱크 예매가 가능하도록 예정되었다.
2011년 4월 12일 유럽과 북미 지역에서 월드 오브 탱크가 출시되었다.
2011년 5월 24일 세 게임 서버 전체의 등록자 수가 3백만 명에 도달했다 (러시아 서버에 2백만 명이고 유럽과 북미 서버에 백만 명)
2011년 11월 18일, 고대하던 0.7.0 버전 공개 테스트가 시작되었다.
2011년 12월 14일, 0.7.0 버전이 업데이트되었다.
워게이밍넷의 CEO 빅터 키슬리는 지스타2011에 참여하여 2012년 대한민국에서의 출시 의도를 밝히기도 하였다.
2012년 11월 15일 한국에서는 슈퍼 테스트로 5주간 테스트가 시작되었다.

## 수상
월드 오브 탱크는 호의적인 리뷰를 받았고, 현재 메타크리틱 점수가 100점 만점에 80점이다.
- "최고의 온라인 클라이언트 게임" 1등상 KRI 2010.[33][34]
- 2010년 E3 (Electronic Entertainment Expo)에서 "최고의 신개념"상.[35]
- MMORPG 센터의 2010년 플레이어가 선정한 "최고의 무료 MMORPG"[36]
- MMORPG 센터의 2010년 플레이어가 선정한 "가장 기대되는 MMORPG"[36]
- MMOSITE의 독자가 선정한 "2010년 가장 기대되는 MMO"
- MMOSITE의 독자가 선정한 "2010년 인기 전략 MMO"[37]
- 기네스 세계 기록: 한 MMO 서버에 최다 동시 접속[9]
- 게이머즈 데일리 뉴스 (Gamers Daily News)에서 "금상"[38]
- 2011년 러시아 게임 개발자 회의 (Russian Game Developer's Conference)에서 "최고의 게임"[39]
- 2011년 러시아 게임 개발자 회의 (Russian Game Developer's Conference)에서 "시청자 상"[39]
- 2011년 러시아 게임 개발자 회의 (Russian Game Developer's Conference)에서 "최고의 전차들"[39]
- 2011년 러시아 게임 개발자 회의 (Russian Game Developer's Conference)에서 "최고의 그래픽"[39]
- 2011년 E3 (Electronic Entertainment Expo)에서 게임프로 (Gamepro)가 수여한 «수상이 필요한 게임» 대상[40]
- mmorpg.com이 수여한 «E3 2011 샛별상»[41]

## 평가
| 통합 점수      | 통합 점수 |
| 통합사         | 점수      |
| -------------- | --------- |
| 게임랭킹스     | 82.32%    |
| 메타크리틱     | 80/100    |
| 평론 점수      |           |
| 평론사         | 점수      |
| 유로게이머     | 8/10      |
| 게임스팟       | 8.0/10    |
| IGN            | 7.5/10    |
| PC 게이머 (UK) | 85/100    |
| Browsergamez   | 75/100    |

| 수상                                  | 수상                           |
| 평론사                                | 수상                           |
| ------------------------------------- | ------------------------------ |
| Golden Joysticks Award 2017           | "Still Playing "               |
| Golden Joysticks Award 2013           | "Best Online Game"             |
| Golden Joysticks Award 2012           | "Best MMO"                     |
| MMOSITE's Reader's Choice Awards 2010 | "Most Anticipated MMO in 2010" |
| KRI 2010                              | "Best Online Client Game"      |
| E3 2010                               | "Best New Concept"             |

## 월드 오브 탱크 블리츠
《월드 오브 탱크 블리츠》(World of Tanks Blitz)는 월드 오브 탱크를 모바일화한 슈팅 게임이다.

### 개요
월드 오브 탱크와 유사한 시스템을 보유하고 있으나, 다소 간략화 된 부분이 있다. 2020년 8월 27일에 닌텐도 스위치로 이식되기도 하였다.

### 월드 오브 탱크와의 차이점
- 최대 7 대 7 전투로 전투 규모가 줄었다. 전투대기 시간, 전투 시간, 지도 크기, 전차들의 시야 등 대부분의 요소가 모바일 환경에 알맞게 간략화되었다.
- 터치패드를 이용해 전차를 조작하고 화면을 드래그하여 포탑을 회전시킨다. 모바일 환경의 조작한계를 감안하여 자동조준 기능이 있다.
- 게임 모드 중 조우전과 쟁탈전, 팀 연습 전투만 존재한다. 모바일 게임의 특성을 살리기 위해 전투 시간이 비교적 긴 일반전 모드는 구현하지 않았다.
- 월드 오브 탱크에 비하면 작은 맵 크기로 인하여 자주포 트리가 구현되지 않았다.

## 같이 보기
- 워게이밍
- 월드 오브 탱크
- 월드 오브 워쉽
- 월드 오브 워플레인

- 월드 오브 워쉽
- 워게이밍
- 월드 오브 워플레인